# Saint-Michel-et-Chanveaux
Saint-Michel-et-Chanveaux é uma ex-comuna francesa na região administrativa da Pays de la Loire, no departamento de Maine-et-Loire. Estendeu-se por uma área de 27,67 km². Em 2010 a comuna tinha 368 habitantes (densidade: 13,3 hab./km²).
Em 15 de dezembro de 2016 foi fundida com as comunas de La Chapelle-Hullin, Chazé-Henry, Combrée, Grugé-l'Hôpital, Noëllet, Pouancé, La Prévière, Le Tremblay e Vergonnes para a criação da nova comuna de Ombrée d'Anjou.